# Andrzej Majewski (pedagog)
Andrzej Majewski (ur. w 1954 w Warszawie) − polski pedagog, od 1981 na emigracji w Niemczech. 
W młodości uprawiał sport wyczynowy. W 1973 roku zdobył mistrzostwo Polski w podnoszeniu ciężarów wagi średniej.

## Życiorys
Andrzej Majewski studiował wychowanie fizyczne na Akademii Wychowania Fizycznego w Warszawie. W Niemczech ukończył pedagogikę integracyjną oraz psychogerontologię. Razem z żoną Jolantą Majewską w 1992 otworzył własną praktykę psychomotoryki systemicznej, prowadząc terapię dla ponad 1000 rodzin. Z praktyki tej powstała Akademia Psychomotoryki i Motopedagogiki. Akademia ta została zatwierdzona przez Ministerstwo Oświaty w Bawarii jako Instytut Ustawicznego Kształcenia Pedagogów. Od 2004 małżeństwo Majewskich kształci specjalistów psychomotoryki i motopedagogiki. Andrzej Majewski obronił pracę doktorską na uniwersytecie w Erlangen-Norymberga dotyczącą nowych założeń wspierania w pedagogice i terapii. Stworzył własną koncepcję psychomotoryczną: Integracyjne pedagogiczno-terapeutyczne wspieranie rozwoju. Prowadzi wykłady gościnne w wielu szkołach wyższych w Niemczech i Polsce.

## Publikacje
Jest autorem licznych artykułów i publikacji książkowych w języku niemieckim, dotyczących wychowania i wspierania dzieci i młodzieży, w tym m.in.:
- Psychomotorische Abenteuerspiele für Kindergarten, Schule und Bewegungstherapie

Schulz-Kirchner Verlag: 2., wyd.. 2010, ISBN 978-3-8248-0284-5
- Fördern und Heilen durch Bewegung - Psychomotorik (IPE)

Lit-Verlag; Auflage: 2., wyd.. 2009, ISBN 3-8258-6672-6
- Flinki

Auer Verlag, ISBN 34-030-390-13
Współautor
- Spiel-und Lernpaket Praxismappe "Spielend das Mittelalter erleben".

Kiga-Fachbuchverlag 2010
- Unser Körper

Kiga-Fachbuchverlag 2009
- Das Erste Mal

Schulte u. Gerth Verlag, ISBN 3-89437-645-7
Artykuły
- Kajakfahren mit mehrfachbehinderten Gehörlosen

Majewski, A. in Hörgeschädigte Kinder 1991/1
- Sensorische Integration - Ein Konzept sucht neue Wege

Majewski, A. in Praxis der Psychomotorik 1996/2
- Psychomotorik und Kunst

Majewski, A. in Praxis der Psychomotorik 1997/1
- Kanufahren mit mehrfachbehinderten Kindern und Jugendlichen

Majewski, A. in Praxis der Psychomotorik 2000/2
- Ich hab gar nicht gemerkt, dass die behindert sind

Kugelmann C. / Majewski, A. in Sportpädagogik 2000/3, 18-22
- Sport und Epilepsie

Majewski, A. in Sportunterricht; Sonderausgabe 2003 Sport mit Sondergruppen
- Integrative pädagogisch-therapeutische Entwicklungsförderung (IPE)

Majewski, A. in Praxis Praxis Ergotherapie Heft 2, April 2004
- Integrative pädagogisch-therapeutische Entwicklungsförderung (IPE)

Mit kritischen Anmerkungen zur SIB nach J. Ayres
Majewski, A. in Praxis der Psychomotorik Heft 4, November 2004
- Normal ist verschieden zu sein

Majewski, A. in Praxis Praxis Ergotherapie Heft 4, November 2006
- Psychomotorische Förderarrangements in abenteuerlichen Szenarien

Majewski, A in Praxis der Psychomotorik Heft 4 November 2008
- Integration statt Auslese - Teil I

Majewska, J. / Majewski, A. in Mittendrin 2009/6
- Integration statt Auslese - Teil II

Majewska, J. / Majewski, A. in Mittendrin 2010/1
- Der Frühling braucht Hilfe

Majewska, J. / Majewski, A. Kiga Fachbuchverlag 2010
- Vom Schildknappe zum Ritter. Die ritterlichen Tugenden.

Kiga Fachbuchverlag 2010
- Der Eierexpress - Feste und Bräuche in psychomotorischen Szenarien feiern

Majewska, J. / Majewski, A. in Praxis der Psychomotorik Heft 1 Februar 2011
W październiku 2011 w Polsce ukazała się pierwsza książka autorstwa Jolanty i Andrzeja Majewskich pod tytułem Zarys Psychomotoryki.